# Ptilope de La Pérouse
Ptilinopus perousii
Espèce
Statut de conservation UICN

 LC  : Préoccupation mineure
Le Ptilope de La Pérouse (Ptilinopus perousii) ou Manuma en samoan, est une espèce d’oiseaux appartenant à la famille des Columbidae.
Son nom est en honneur de Jean-François de La Pérouse. Manuma est composé de manu (oiseau) et mâ (honte).
Il peuple les forêts tropicales et les forêts subtropicales.

## Description
C'est un oiseau de 23 centimètres de longueur. Les adultes pèsent 90 grammes. Le mâle est principalement jaune-blanc pâle avec une calotte rouge et une barre rouge sur le dos. La femelle est principalement verte, plus foncée sur le dos et plus grise sur la tête et la poitrine. Sa couronne est rouge tandis que les couvertures tectrice sont rouges chez les oiseaux samoans et jaunes chez les oiseaux des Fidji et des Tonga.

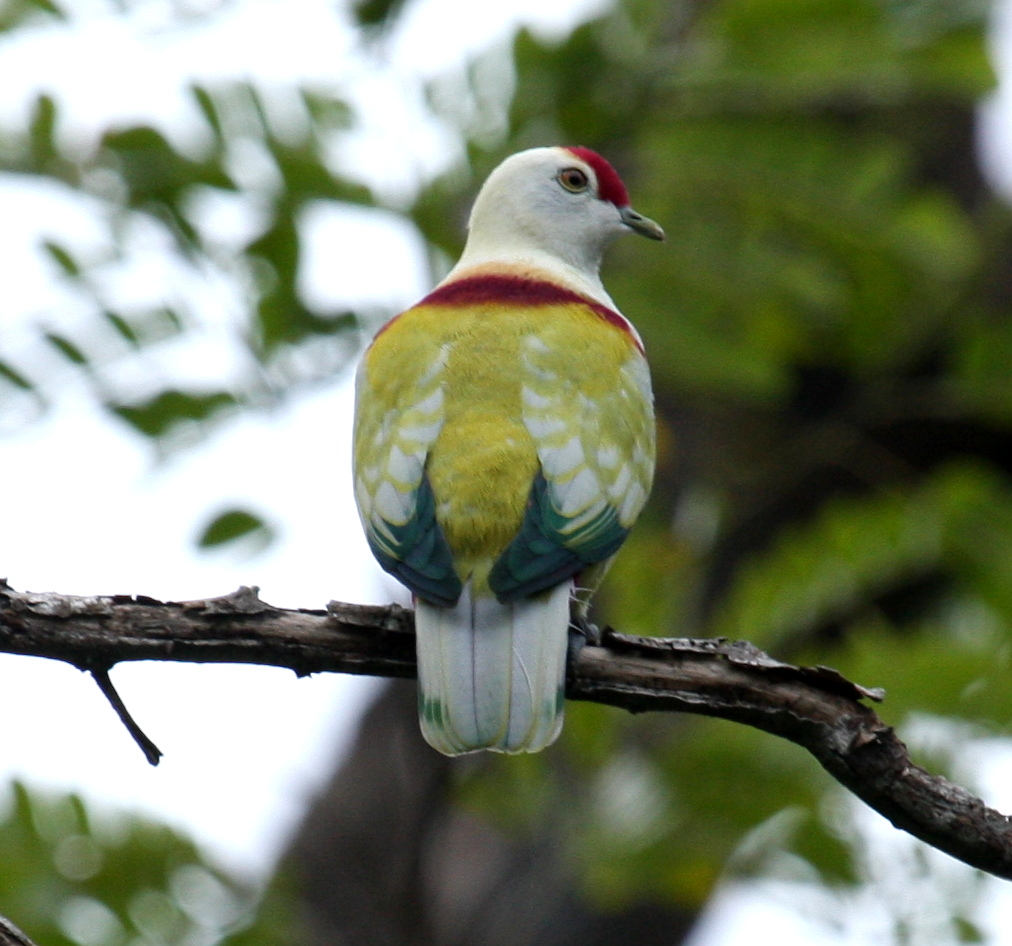
♂
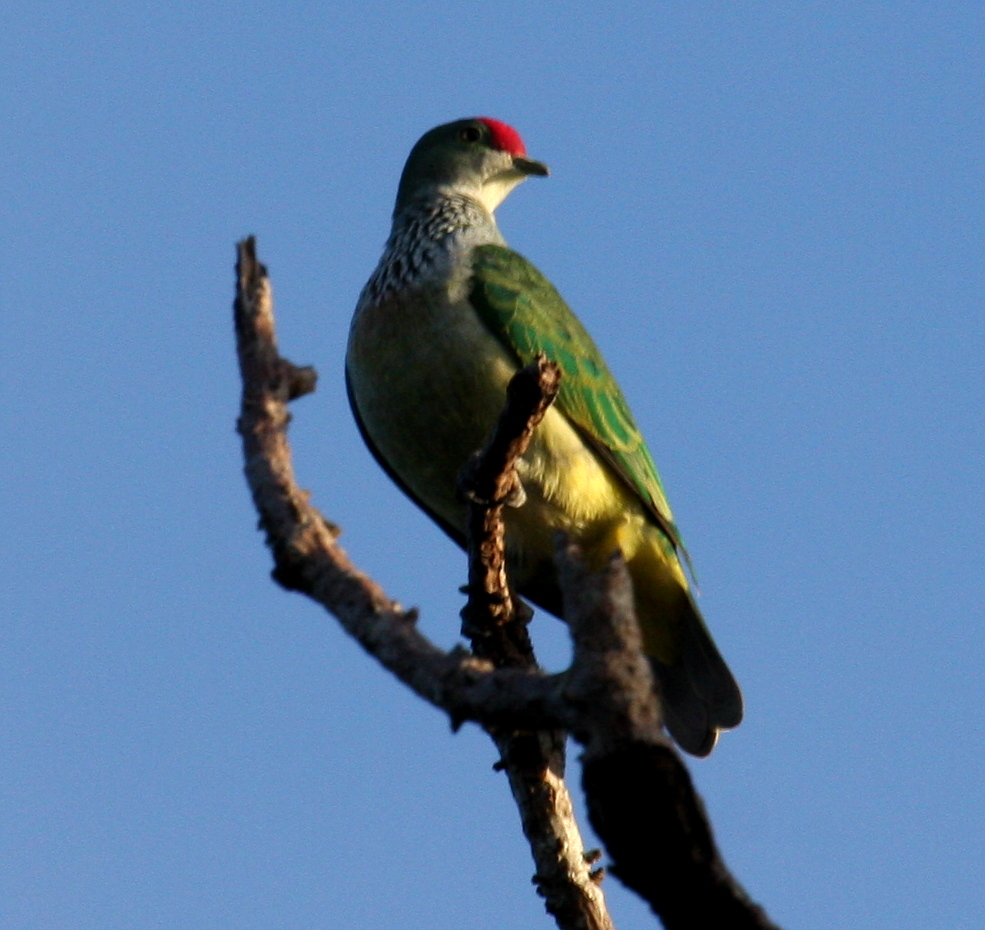
♀

## Écologie et comportement

### Alimentation
Le ptilope de la Pérouse est exclusivement frugivore. Plus précisément, il se nourrit de figues (notamment celles du banian dans les Îles Samoa), dont il est assez dépendant.

## Répartition et sous-espèces
Selon la classification de référence du Congrès ornithologique international (15.1, 2025) il se répartit en deux sous-espèces :
- P. p. perousii Peale, 1849 — îles Samoa ;
- P. p. mariae Pucheran, 1853 — Fiji et Tonga.